# Bay Street

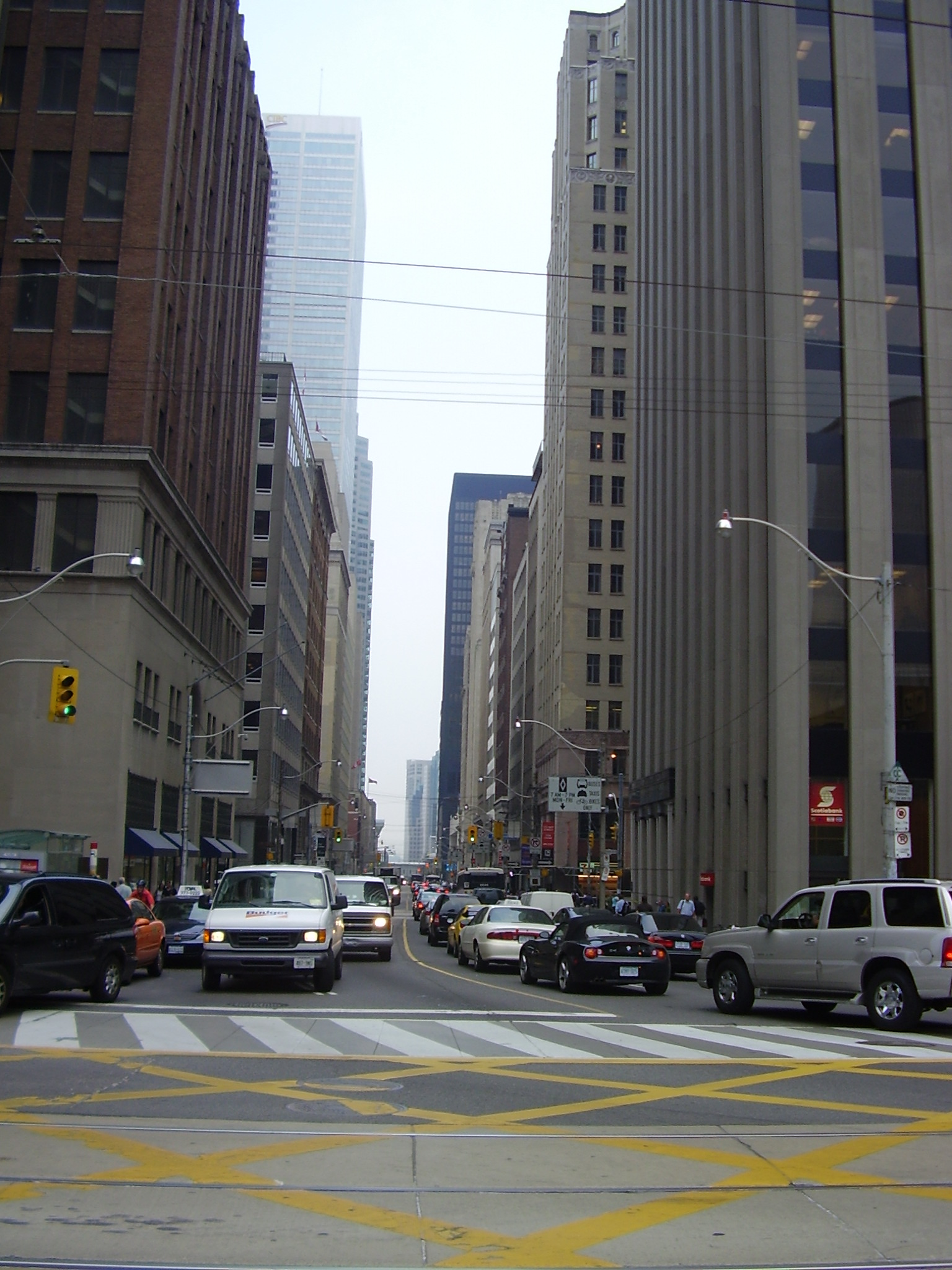
Bay Street.

A Bay Street é uma rua localizada em Toronto, Ontário, Canadá. É considerada o coração financeiro do país (tal como Wall Street é considerada o coração financeiro dos Estados Unidos da América), juntamente com a King Street, abrigando as sedes de quatro dos principais bancos do Canadá (Scotia Bank, Bank of Montreal, Toronto Dominion Bank e Canadian Imperial Bank of Commerce), sedes de outras numerosas grandes empresas (Hudson Bay Company, por exemplo), bem como a bolsa de valores da cidade, o Toronto Stock Exchange, e o Terminal Rodoviário. O nome da rua data de 1797, devido ao fato que a via conectava a então chamada Lot Street (atual Queen Street) à uma baía (bay, em inglês) no litoral da cidade.
Aproximadamente cem mil pessoas trabalham nos numerosos arranha céus localizados ao longo da rua, muitos os quais são os mais altos da cidade. A rua também possui numerosas firmas prestigiadas de advocacia. A Bay Street também possui diversos prédios de apartamentos, especialmente próximo à Bloor Street. Até os dias atuais numerosos arranha céus estão sendo construídos ou planejados para serem construídos ao longo da rua, entre eles, o Trump International Hotel and Tower, que está planejada para ser o arranha céu mais alto do país (325 metros), com inauguração prevista em 2009.